# Нови Ликојани
Нови Ликојани (грч. Νέα Λυκόγιαννη, Неа Ликојани) је насељено место у општини Бер у периферији Средишња Македонија, Грчка. Према попису из 2021. године било је 377 становника.
После 1928. године изграђено је насеље Нови Ликојани за грчке избеглице из Турске, које су првобитно биле настањене у суседном селу Луковица. Насеље се води као посебно од 1940. године.